# Frederica von Stade
Frederica von Stade (Somerville, Nova Jersey, 1 de juny de 1945) és una mezzosoprano estatunidenca, una de les més respectades i populars, tant als Estats Units com a nivell internacional. Posseeix una veu de timbre immediatament recognoscible i unes qualitats dramàtiques i una presència escènica que li han estat justament admirades.

## Biografia
Va fer els seus estudis al Col·legi del Sagrat Cor, a Washington DC, amb estades europees a França, Itàlia i Grècia. Al prestigiós Mannes College of Music de Nova York estudià amb Paul Berl, Otto Guth i Sebastian Engelberg.
Va debutar al Metropolitan Opera de Nova York el 10 de gener de 1970 com un dels follets de La flauta màgica. L'any 1971 va triomfar com Cherubino de Les noces de Fígaro a Santa Fe. Amb Cherubino i altres personatges de Mozart - Dorabella, Idamante, Sesto - va conquerir els més importants teatres. Cal recordar especialment la seua participació en Les noces de Fígaro l'any 1974, al Festival de Glyndebourne i a París, sota la direcció de Georg Solti i Giorgio Strehler. Habitualment se l'associa a aquest paper i a altres transvestits per a mezzosoprano, com ara Octavian (Der Rosenkavalier) i Hänsel (Hänsel und Gretel). L'any 1980 va fer un recordat debut al Teatro Colón de Buenos Aires com Sesto, en La clemenza di Tito de Mozart.
Com a especialista en l'estil del bel canto, Frederica von Stade ha guanyat prestigi en els més exigents papers de Rossini, en especial els de les seues òperes El barber de Sevilla i La Cenerentola, així com la versió per a mezzosoprano de La sonnambula de Vincenzo Bellini. Notable intèrpret del repertori francès, ha destacat com Mélisande (Pelléas et Mélisande) - el Metropolitan Opera va festejar els seus vint-i-cinc anys de carrera dedicant-li'n una nova producció - Charlotte (Werther), Margarida (La Damnation de Faust), L'Enfant et les Sortilèges i L'Heure espagnole de Maurice Ravel i en els papers protagonistes de Cendrillon i Chérubin de Jules Massenet. En els últims anys ha interpretat operetes de Jacques Offenbach com ara La Grande-Duchesse de Gérolstein.
L'òpera contemporània l'ha vist com a Tina (escrit per a ella per Dominick Argento), personatge de l'òpera The Aspern Papers (basada en la novel·la de Henry James); en La Gavina de Pasatieri (1974), Dangerous Liasons de Sousa a la San Francisco Opera i el paper de la Senyora de Rocher en Dead Man Walking de Jake Heggie (2000).
El seu repertori per a recital inclou el cicle de cançons orquestrals Les nuits d'été d'Hector Berlioz, els Chants d'Auvergne de Joseph Canteloube, lieder de Franz Joseph Haydn, Wolfgang Amadeus Mozart, Franz Schubert, Robert Schumann, Francis Poulenc, Erik Satie i cançons contemporànies populars del repertori americà, pel qual mostra una particular simpatia. Els seus enregistraments de clàssics de Broadway com ara The Sound of Music o la versió integral de Show-Boat de Jerome Kern són referencials.
El 1990 va cantar un memorable concert en homenatge a Mozart a Alemanya, al costat del seu compatriota Arleen Augér, i el tenor Frank Lopardo i el baix Cornelius Hauptmann dirigits per Leonard Bernstein.
L'any 1999 va encarregar al compositor Richard Danielpour l'obra Elegies com a homenatge a son pare, el tinent Charles von Stade, que va morir el 10 d'abril de 1945, un mes i mig abans que ella nasquera.
Per la seua ductilitat ha estat requerida per importants directors d'escena com Giorgio Strehler, Jorge Lavelli, Jonathan Miller i Jean Pierre Ponnelle i directors d'orquestra com Claudio Abbado, Herbert von Karajan, Seiji Ozawa, Leonard Bernstein i Michael Tilson Thomas, destacant-hi en oratoris i misses de Mozart i Haydn, en cicles de cançons amb orquestra, així com en la Simfonia núm. 4 de Gustav Mahler.
Va cantar en la cerimònia d'obertura dels Jocs Olímpics d'Hivern de Salt Lake City, l'any 2002 i sovint és invitada a programes de la televisió nord-americana.
Es retira formalment el maig del 2010 de la plataforma de concerts amb un recital a Carnegie Hall i a Chicago i de l'escenari líric el 2010-11 amb Three Decembers, òpera que Jake Heggie va compondre especialment per a ella.
L'any 1973 es va casar en primeres noces amb Peter Elkus amb qui va tenir dues filles. S'hi va divorciar el 1990. Aquesta situació que va motivar un sonat cas de litigi per part d'Elkus i que avui s'estudia en alguna facultat de Dret estatunidencs com el cas Elkus v. Elkus (572 N.Y.S.2d 901 N.Y. App. Div. 1991). Casada amb Michael Gorman resideix a Albereda (àrea metropolitana de San Francisco), Califòrnia, on recolza grups artístics locals.
El govern francès la va nomenar oficial de l'Orde de les Arts i de les Lletres. També va ser premiada l'any 1983 pel president Ronald Reagan, en recompensa per la seua contribució a les arts.

## Enregistraments
Ha enregistrat més de seixanta discos entre òperes completes, música sacra, recitals, obres simfòniques i cançons populars. Ha obtingut sis nominacions per als premis Grammy, dues per al Grand Prix du Disque, una per als Deutsche Schallplattenpreis i un Premio della Critica Discografica italiana.
Òpera
- Amaranta La fedeltà premiata, de Joseph Haydn conductor Antal Dorati, Decca 1976.
- Annio La clemenza di Tito, de Mozart, conductor Sir Colin Davis, Philips 1976.
- Octavian Der Rosenkavalier, de Richard Strauss, conductor Edo de Waart, Philips 1976.
- Frédéric Mignon, d'Ambroise Thomas, conductor Antonio d'Almeida, CBS 1977.
- Lisetta Il mondo della luna, de Haydn, conductor Antal Dorati, Decca 1978.
- Cherubino Les noces de Fígaro, de Mozart, conductor Herbert von Karajan, Decca 1978.
- Dorabella Così fan tutte, de Mozart, conductor Alain Lombard, Erato 1978.
- Desdemona Otel·lo, de Gioacchino Rossini, Jesús López-Cobos, Philips 1978.
- Cendrillon Cendrillon, de Jules Massenet conductor Julius Rudel, CBS 1978.
- Hänsel Hänsel und Gretel, de Engelbert Humperdinck, conductor Sir John Pritchard, CBS 1978.
- Mélisande Pelléas et Mélisande, de Claude Debussy, conductor Herbert von Karajan, EMI 1978.
- Penelope Il ritorno d'Ulisse in patria, de Claudio Monteverdi conductor Raymond Leppard, CBS 1980.
- Iphise Dardanus, Jean-Philippe Rameau, conductor Raymond Leppard, Erato 1980.
- Charlotte Werther, de Jules Massenet, conductor Sir Colin Davis, Philips 1980.
- Cherubino Le nozze di Figaro, conductor Sir Georg Solti, Decca 1981.
- Marguérite La damnation de Faust, d'Hector Berlioz, conductor Sir Georg Solti, Decca 1981.
- Angelina La Cenerentola, de Gioacchino Rossini, conductor Claudio Abbado, La Scala 1981.[1]
- Chérubin Chérubin, de Jules Massenet, conductor Pinchas Steinberg, RCA 1991.
- Mrs. Patrick de Roucher Dead Man Walking , de Jake Heggie conductor Patrick Summers, Virgin Classics 2011.

Musicals
- Magnolia Hawks Show Boat, de Jerome Kern conductor John McGlinn, EMI 1988.
- Claire Un dia a Nova York, de Leonard Bernstein conductor Michael Tilson Thomas, Deutsche Grammophon 1992.
- Frederica Von Stade Sings Brubeck [A través dels teus somnis], amb Chris Brubeck i Bill Crofut, Telarc 1996.

## Recitals
- Àries i duets de Brahms, Chausson, Mozart, Saint-Saëns, A. Scarlatti, Schubert i Schumann, amb Judith Blegen (soprano), CBS 1975.
- Frederica von Stade canta àries de Mozart i Rossini, amb el director Edo de Waart, Philips 1976.
- Àries de l'òpera francesa: Aries de Berlioz, Gounod, Massenet, Meyerbeer, Offenbach i Thomas, amb el director Sir John Pritchard, CBS 1976.
- Àries d'òpera italiana: Àries de Broschi, Leoncavallo, Monteverdi, Paisiello i Rossini, amb el director Mario Bernardi, CBS 1978.
- Mahler: Orchestral Songs (Cançons d'un viatger, cançons de Rückert, dues cançons de Des Knaben Wunderhorn), amb el director Andrew Davis, CBS 1978.
- Recital de cançons: Cançons de Canteloube, Dowland, Debussy, Carol Hall, Liszt i Purcell, amb el pianista Martin Katz, CBS 1978.
- Canteloube: Chants d'Auvergne, amb el director Antonio de Almeida, CBS 1979.
- Ravel: Shéhérazade, Cançons madecassianes, Melodies populars greques i Melodies hebraiques, amb el director Seiji Ozawa, CBS 1981.
- Berlioz: Les Nights d'été, op. 7 / Debussy: La Damoiselle élue, amb el director Seiji Ozawa, CBS 1983.
- Fauré: Mélodies, amb el pianista Jean-Philippe Collard, EMI 1983.
- Frederica von Stade canta Monteverdi & Cavalli, amb el director Raymond Leppard, Erato 1985.
- Liederabend: Cançons de Canteloube, Copland, Faurè, Ives, Mahler, Pasatieri, Schönberg i R. Strauss, amb el pianista Martin Katz, Orfeo (enregistrament en directe del Festival de Salzburg, 18 d'agost de 1986).
- My Funny Valentine: A Rodgers & Hart Anthology, amb el director John McGlinn, EMI 1989.
- Debussy: Melodies, amb el pianista Dalton Baldwin, EMI 1991.
- Offenbach: Àries i Obertures, amb el director Antonio de Almeida, RCA 1994.
- Bernstein: Arias and Barcaroles, amb el director Michael Tilson Thomas, Deutsche Grammophon 1996.
- Across Your Dreams: Frederica von Stade canta Brubeck, Telarc 1996.
- The Faces of Love: The Songs of Jake Heggie, amb el compositor com a pianista, RCA 1999.
- Recital: Lieder eines fahrenden Gesellen de Gustav Mahler, cançons de Charles Ives, Francis Poulenc, Benjamin Britten, etc., amb el pianista Martin Isepp, Gala 1999.

## Frederica von Stade en DVD
- Cherubino a Le nozze di Figaro de Mozart, amb el director Sir John Pritchard, actuació en directe al Festival de Glyndebourne 1973, DVD 2001.
- Angelina a La Cenerentola de Rossini, amb el director Claudio Abbado, pel·lícula operística 1981 (director: Jean-Pierre Ponnelle), DVD Deutsche Grammophon.[2]
- Idamante a Idomeneo de Mozart, amb el director James Levine, actuació en directe al Metropolitan Opera 1982, DVD Deutsche Grammophon.
- Hansel a Hansel and Gretel de Humperdinck, amb el director Thomas Fulton, actuació en directe al Metropolitan Opera 1982, DVD Deutsche Grammophon.
- Mozart: Gran missa en do menor KV 427, amb el director Leonard Bernstein, concert en directe 1990, DVD Deutsche Grammophon.